# Statistika kultury
Statistika kultury, tedy údaje týkající se kultury – počty zařízení, návštěvnost, související ekonomické ukazatele (např. divadla, kina, hudební produkce, knihovny, muzea, galerie …) se získávají jak z rezortního statistického výkaznictví Ministerstva kultury ČR, tak i z dalších zdrojů. 
Oficiální statistika zveřejňuje údaje za „státní“ instituce, což jsou kulturní organizace, jejichž zřizovatelem je stát (především Ministerstvo kultury ČR či Ministerstvo školství, mládeže a tělovýchovy ČR). Jako „ostatní“ kulturní organizace jsou vedeny jednotky dalších zřizovatelů – např. církevních, občanských sdružení, obecně prospěšných společností. Součástí této statistiky je i oblast audiovizuální, údaje jsou přebírány od Českého telekomunikačního úřadu, Rady pro rozhlasové a televizní vysílání a Mezinárodní federace hudebního průmyslu. Stěžejním zdrojem statistických informací za oblast kultury je Národní informační a poradenské středisko pro kulturu (NIPOS). Tato instituce zabezpečuje statistiku, a to včetně státní statistické služby na základě zákona č. 89/1995 Sb., o státní statistické službě, ve znění pozdějších předpisů.